# 瑙魯霍伊火山

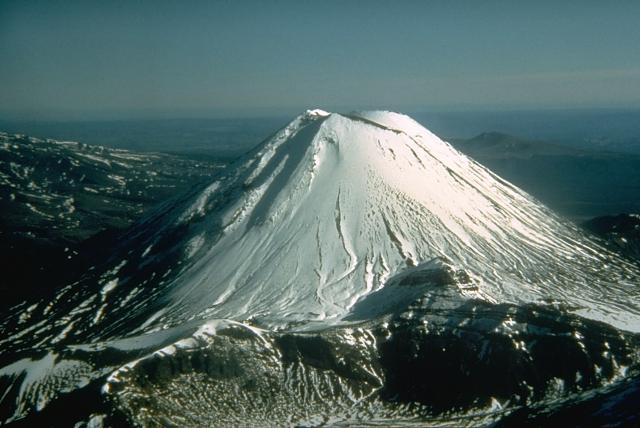

瑙魯霍伊火山是新西蘭的火山，位於該國北島中部，海拔高度2,291米，最近一次火山噴發在公元1977年發生，人類在1839年首次成功登頂。
2012年8月6日，（UTC+12）當地時間晚間11時50分（台灣時間6日晚間約8時）噴發，持續一到兩分鐘。
魔戒系列電影中的「末日火山」便是以瑙魯霍伊火山為原型，在此拍攝。

## 外部連結
- Official NZ Reports
- Ngauruhoe on Peakware （页面存档备份，存于） - photos
- Volcano camera
- Department of Conservation Tongariro National Park （页面存档备份，存于）
- New Zealand Topo Online
- The Lord of the Rings - Tongariro Crossing